# Stepanci
Stepanci (ukr. Степанці, hist. pol. Stepańce) – wieś na Ukrainie, w obwodzie czerkaskim, w rejonie czerkaskim. W 2017 liczyła 1974 mieszkańców.